# Enterprise digital rights management
Enterprise digital right management (EDRM) is een systeem voor het beschermen van digitale bestanden zoals confidentieel bestanden, e-boeken, muziek, video bestanden, en meer. Wanneer iemand een digitaal bestand wil beschermen zal hij er een aantal rechten aan toekennen. De persoon die de rechten toekent noemt men de rechten houder. Wanneer een gebruiker van het bestand gebruik wil maken, il zal hij de rechten moeten opvragen. Deze rechten bevinden zich op een licentie server, aan de hand van een licentie of ticket kan men deze rechten opvragen.  

## Soorten rechten
De goede werking van een E-DRM systeem wordt bepaald door de rechten die aan een bestand worden toegekend.
Duidelijk gedefinieerd rechten zijn de eerste stap in het opbouw van een E-DRM. Het zou duidelijk moeten maken welke rechten een bepaalde gebruiker heeft en voor hoelang. Er  zijn vier typen van rechten.
- weergave rechten

- weergeven op het scherm
- printen van het document

- transport rechten

- copy (kan de gebruiker van een gekopieerd bestand lezen)
- move (kan het bestand op een andere computer worden gebruikt)

- bewerkings rechten

- edit (het bestand bewerken)

- embeded (een deel van het bestand in een ander document gebruiken)

- back-uprechten

- kan er een back-up van het bestand gemaakt worden

## Typische E-DRM system
Een E-DRm systeem kan worden opgedeeld in twee delen
- licentie server
- DRM controller

### licentie server
De licentie server bevat informatie over de rechten, identificatie van de bestanden waarop de rechten van toepassing zijn, en de identiteit van de gebruiker(s) die het bestanden willen gebruiken. Een gebruiker van  het DRM systeem zal eerst een licentie moeten hebben vooraleer men de rechten kan bereiken. De licenties worden gegeneerd door een licentie generator. De DRM packager maakt de rechten aan en bepaald de encryptie sleutel die wordt gebruikt als authenticatie van de gebruikers en decryptie. De rechten en de sleutel zullen in verschillende databases opgeslagen worden. De beide databases bevatten informatie voor de identificatie voor de  bestanden zodat de juiste sleutel gebruikt wordt. Als uitbreiding is het ook mogelijk om informatie over de gebruikers op te slaan zoals hun precieze rechten. De identificatie kan dan aan de hand van een gebruikersnaam plaatsvinden.

### DRM controller
De E-DRM gebruiker bestaat een DRM controller die de informatie over de gebruiker ontvangt en aanvraagt, dus met de server communiceert. De DRM controller kan een standalone software zijn of een ingebouwde model in een beschermend bestand. 
De hoofdtaak van de DRM controller is:
1. De aanvraag verwerken van de gebruiker voor om de rechten te mogen uitvoeren.
2. het verzamelen van informatie over de gebruiker en een licentie aanvragen
3. De encryptie sleutel uit de licentie halen en het bestand decrypteren

Als er een aanvraag is voor het uitvoeren van een bestand zal de DRM controller beginnen met verzamelen van informatie voor het aanvragen van een licentie dit is de gebruiker zijn identiteit, het bestand zijn identiteit en de rechten voor het uitvoeren. Als de gebruiker nog nooit eerder is geregistreerd op de licentie server dan zal de controller de identiteit van de gebruiker verzenden zodat die op de licentie server kan worden bewaard. De verzamelde informatie zal dan worden verzonden naar de licentie voor een certificaat aan te vragen. Als de aanvraag wordt goedgekeurd door de server zal de licentie generator de identiteit van de gebruik ‘s en bestand identiteit opvragen in de databases om zo de rechten te weten van het bestand en zal vervolgens de licentie naar de gebruiker verzenden. De encryptie sleutel zal dan worden gebruikt voor het decoderen van het bestand.

## E-DRM voorbeelden
- Microsoft Windows Rights Management Services
- Liquid Machines
- Authentica’s PageRecall